# ماريا يوجينيا فاز فيريرا
ماريا يوجينيا فاز فيريرا (بالإنجليزية: María Eugenia Vaz Ferreira) (13 يوليو 1875، مونتفيدو في الأوروغواي - 20 مايو 1924، مونتفيدو في الأوروغواي)؛ كاتِبة، مُدرسة وشاعرة أوروغويانية.